# Гремячка (Должанский район)
Гремя́чка — деревня в Должанском районе Орловской области России. Входит в состав Успенского сельского поселения.

## География
Село находится на расстоянии 2 км к югу от посёлка городского типа Долгое, административного центра района, и 141 км к юго-востоку от города Орёл, административного центра области.

## Население
| 2002 | 2010 |
| ---- | ---- |
| 190  | ↘182 |

### Национальный состав
Согласно результатам переписи 2002 года, в национальной структуре населения русские составляли 94 % из 190 чел.